# Grezkolonin
Grezkolonin var en konstnärskoloni i byn Grez-sur-Loing, cirka 70 kilometer sydsydost om Paris, från 1875 till 1900.
Först dit var amerikaner, britter och irländare, men från 1880-talet dominerades kolonin av skandinaver. Kolonin är mycket förknippad med Carl Larsson som under flera år bodde där och hämtade motiv till sina akvareller från området. Även August Strindberg bodde en tid i Grez-sur-Loing. Konstnärerna bodde på pensionaten Chevillon och Laurent's. Tillvaron präglades förutom av arbete även av familjeliv och glada fester.